# Plenty O'Toole
Plenty O'Toole is een personage uit de James Bondfilm Diamonds Are Forever uit 1971. De rol werd vertolkt door Lana Wood. In het gelijknamige boek van Ian Fleming uit 1956 komt geen O'Toole voor.
Plenty verschijnt voor het eerst in een casino in Las Vegas, waar ze een man bijstaat die aan het gokken is, maar wanneer zijn fortuin hem verlaat, gaat ze op zoek naar een ander bij wie ze in weelde kan baden. Dan valt haar oog op James Bond:
Plenty: "Hi, I'm Plenty."
Bond: "But, of course you are."
Plenty: "Plenty O'Toole."
Bond: "Named after your father perhaps?"
Hij stelt zich voor als Peter Franks, de naam van zijn dekmantel. Plenty helpt Bond bij het gokspel en wanneer Bond wil vertrekken, geeft hij haar een deel van zijn winst. Vervolgens nodigt Bond haar uit om wat te gaan drinken op zijn hotelkamer.
Als ze eenmaal op Bonds hotelkamer zijn willen ze gelijk met elkaar naar bed en Bond trekt Plenty's jurk naar beneden, als ze even wegloopt zet Bond het licht aan waarbij er allemaal gewapende mannen verschijnen die voor de echte diamanten komen. De mannen grijpen Plenty, tillen haar op terwijl ze haar borsten verbergt en gooien haar het raam uit. Dat er een zwembad naast het hotel ligt is haar redding, hoewel de bandieten het over het hoofd hadden gezien, blijkt later. De mannen gaan er daarna weer vandoor. Bond brengt de avond romantisch door met Tiffany Case, maar een dag later komt Tiffany bij Bond waar ze Plenty dood aantreffen in het zwembad, ze is vermoord door het homoseksuele duo Mr.Wint en Mr.Kidd, ze zaten eigenlijk achter Tiffany aan maar ze dachten dat Plenty Tiffany was.

## Trivia
- In een scène die werd opgenomen maar uiteindelijk niet in de film werd verwerkt, keert Plenty na haar val uit het raam terug naar de kamer van Bond en betrapt ze hem met Tiffany. Hierbij graait ze stiekem in Tiffany's tas en ontdekt zo waar ze woont.
- In een andere verwijderde scène sluipt Plenty stiekem het huis van Tiffany in en zet daar spelenderwijs een pruik van Tiffany op, wat verklaart waarom Wint en Kidd dachten dat zij Tiffany was.